# Disestesia
La disestesia  è in campo medico un effetto comune che scaturisce quando si manifesta una lesione al livello del midollo spinale; viene definita anche come allucinazione tattile.

## Sintomatologia
Fra i sintomi che le persone asseriscono si osservano dolore, fastidio, bruciore, sensazione di un corpo estraneo dentro la pelle soprattutto aghi o vetro. Talora la disestesia si percepisce come una sorta di amplificazione della sensibilità della zona interessata, la quale, quando pure leggermente sfiorata, procura al soggetto affetto un disturbo sensorio di diversa natura e di ampiezza eccessiva rispetto alle caratteristiche obiettive ed all'effettiva entità dello stimolo.

## Tipologia
La forma descritta più frequentemente è la disestesia da bruciore.

## Terapia
Attualmente si stanno effettuando degli studi dove tale sintomo viene trattato con la gabapentin, un antiepilettico, ma i risultati di tale somministrazione sono ancora incerti.